# میدان کلمبوس

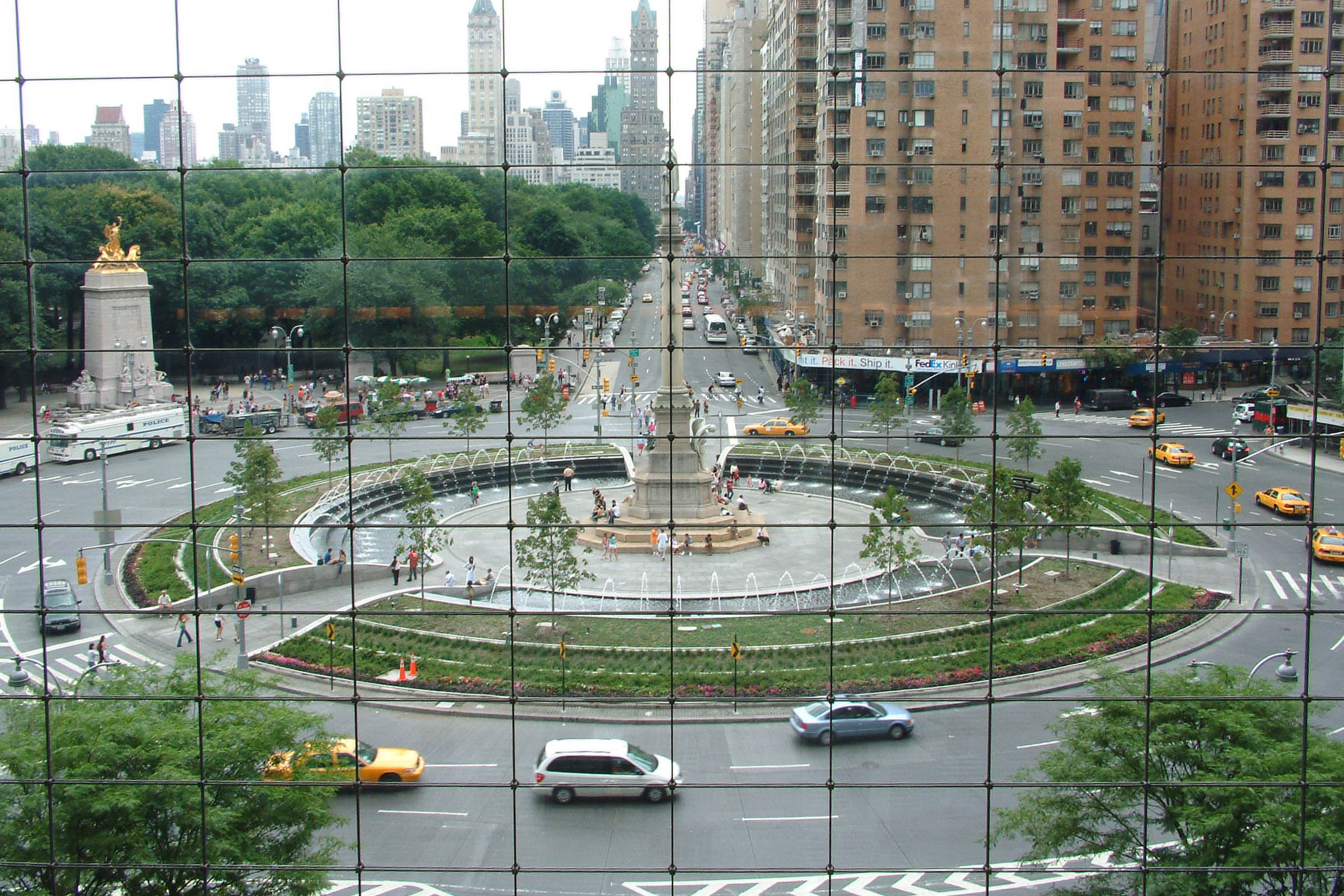
نمایی از میدان کلمبوس از تایم وارنر سنتر به سمت پارک مرکزی

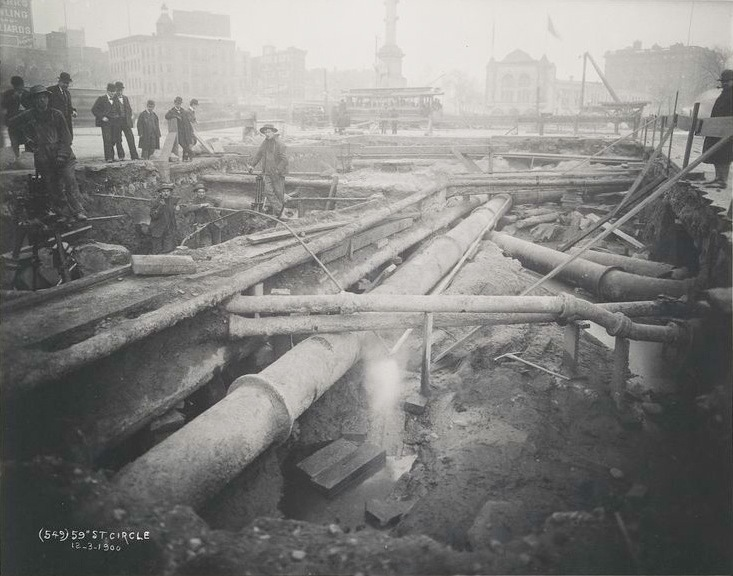
میدان کلمبوس در سال ۱۹۰۰ هنگام ساخت متروی نیویورک

میدان کلمبوس (به انگلیسی: Columbus Circle) که به افتخار کریستف کلمب نام‌گذاری شده‌است، یکی از نمادهای اصلی و نقطه توریست‌پذیر در منهتن در نیویورک در ایالات متحده آمریکا است. این میدان در تقاطع خیابان هشتم، خیابان برادوی، خیابان ۵۹ام و سنترال پارک وست و در قسمت جنوب‌غربی پارک مرکزی قرار دارد. میدان کلمبوس که توسط ویلیام پی. انو (به انگلیسی: William P. Eno) طراحی شد، در سال ۱۹۰۵ ساخته‌شد و یک قرن بعد مورد بازسازی قرارگرفت.
بنای یادبود کریستف کلمب در وسط میدان توسط گاتانو راسو (به انگلیسی: Gaetano Russo) خلق شده‌است.

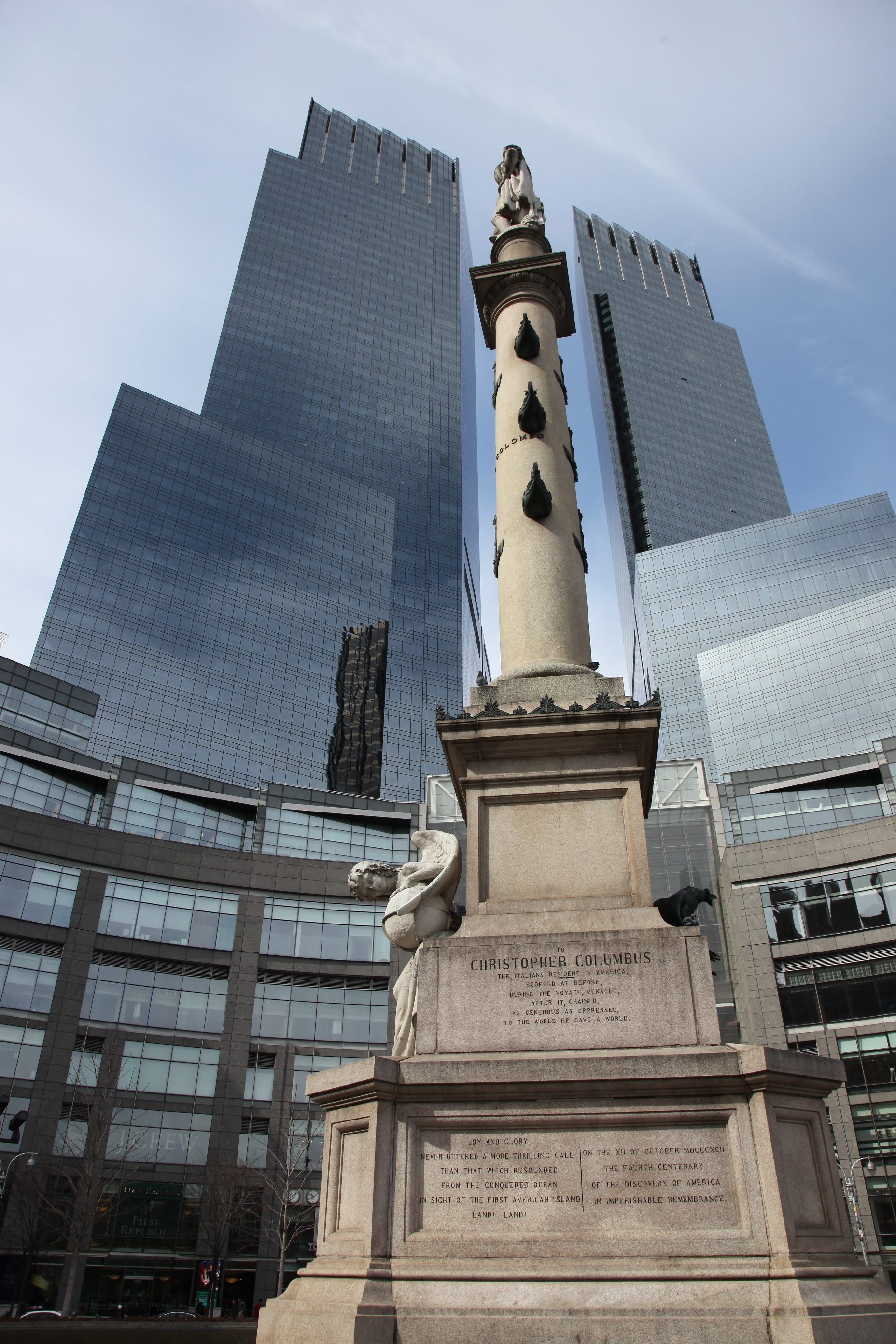
تندیس کریستف کلمب در وسط میدان کلمبوس و پس زمینه‌ای از تایم وارنر سنتر

## در فرهنگ عمومی
میدان کلمبوس در فیلم‌هایی چون راننده تاکسی، تنها در خانه ۲: گم‌شده در نیویورک، جان سخت ۳، اون‌یکی‌ها، من افسانه‌ام و کلاورفیلد دیده می‌شود.

## نگارخانه

نماهایی از میدان کلمبوس امروزی
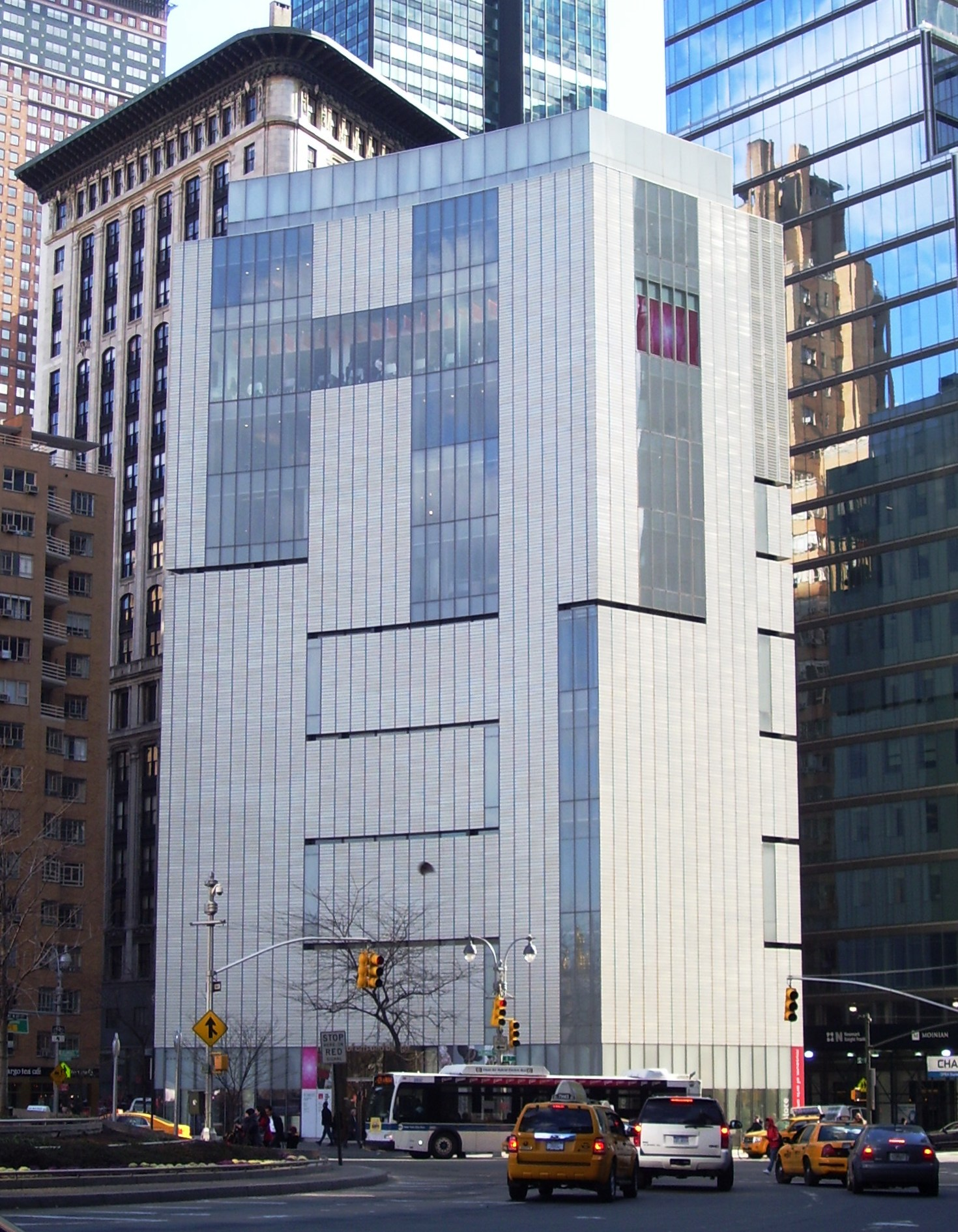
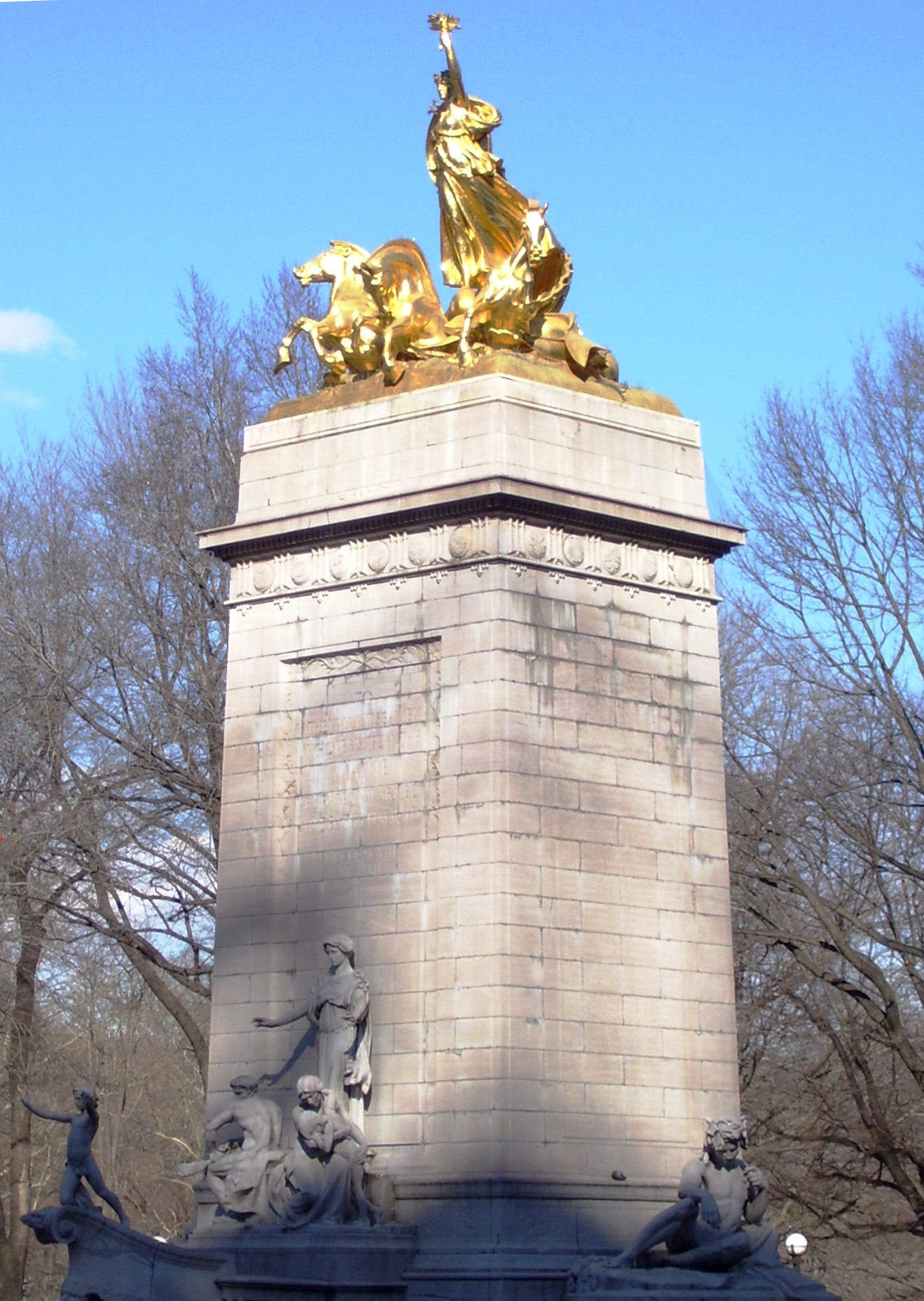
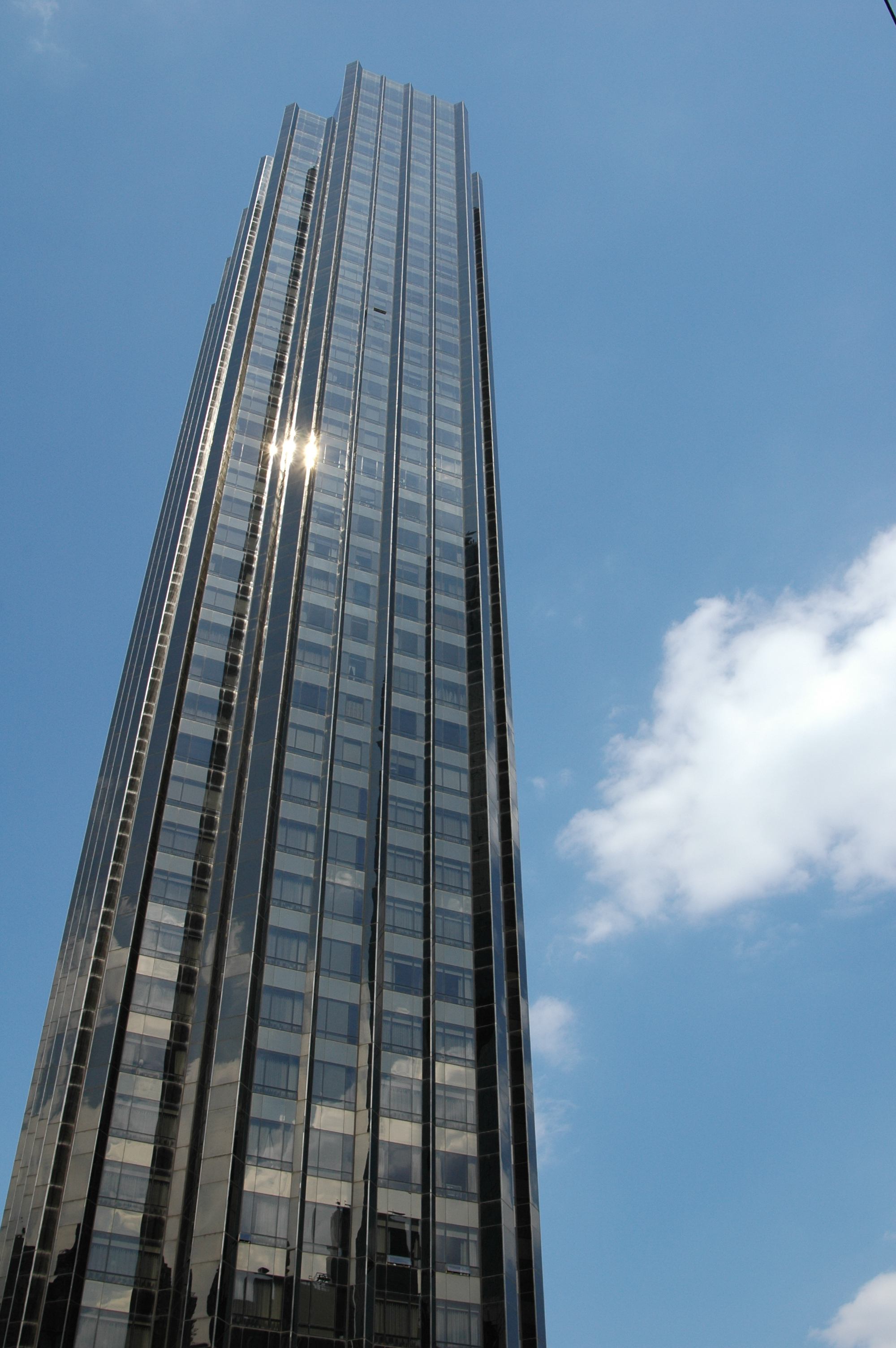
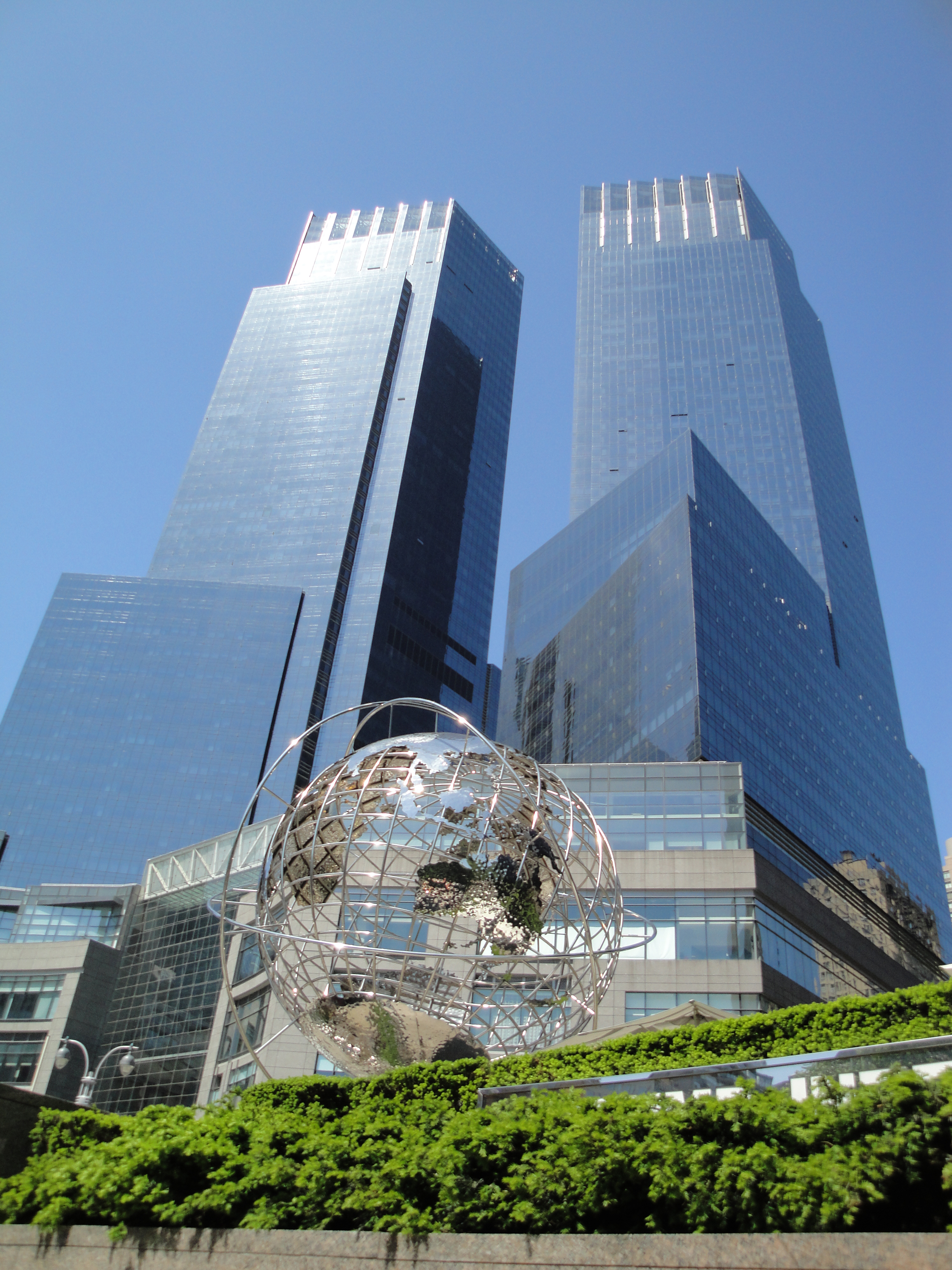
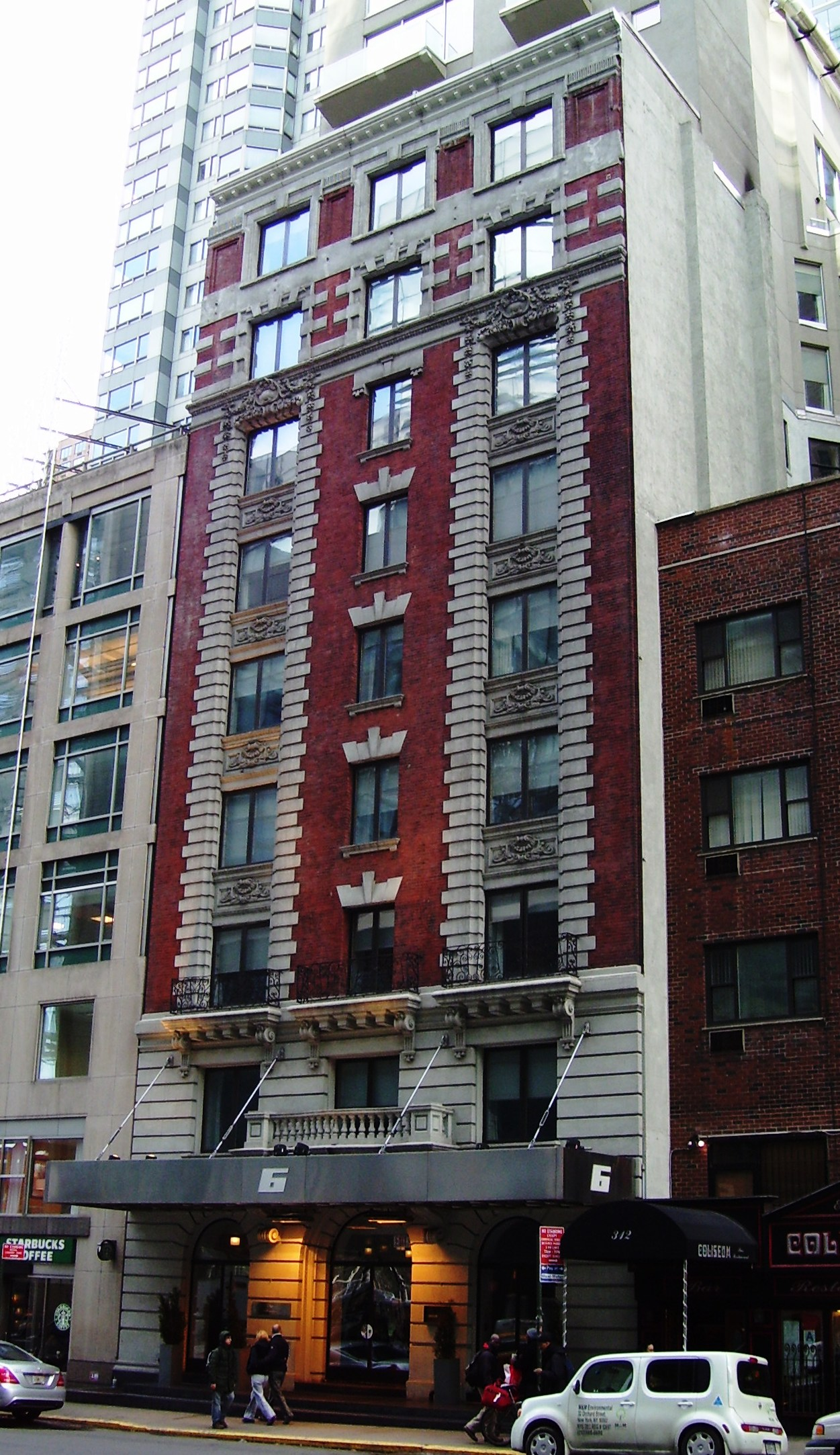